# Аеро-наутика Хиндустан
Аеро-наутика Хиндустан  (Хинди: हिन्दुस्तान एरनॅटिक्स लिमिटेड) или скраћено ХАЛ (Хиндустан аеро-наутикс лимитед) је највећа индијска компанија која се бави аеро-наутиком. Под управом је индијског министарства за одбрану са седиштем у граду Бангалоре. Компаније највише саставља авионе (домаће и по страној лиценци).
ХАЛ сарађује са компанијама Сухој, Ербасом, Боингом, израелским ИАИ-ем, МиГ-ом, британским БАЕ, Ролс-Ројсом, француским Дасоом, немачким Дорнијеом.

## Историја
Фирма је основана 1940. са намјером да израђује авионе за индијску армију. Од почетка у фирми су имали удео и Британци, који су потпомогли ХАЛ због страха од ширења Јапанске Империје.